# Мадилия (тауншип, Миннесота)
Мадилия (англ. Madelia) — тауншип в округе Уотонуан, Миннесота, США. На 2000 год его население составило 393 человека.

## География
По данным Бюро переписи населения США площадь тауншипа составляет 89,4 км², из которых 86,3 км² занимает суша, а 3,1 км² — вода (3,48 %).

## Демография
По данным переписи населения 2000 года здесь находились 393 человека, 137 домохозяйств и 113 семей.  Плотность населения —  4,6 чел./км².  На территории тауншипа расположено 142 постройки со средней плотностью 1,6 построек на один квадратный километр. Расовый состав населения: 98,47 % белых, 0,25 % коренных американцев, 0,25 % азиатов и 1,02 % приходится на две или более других рас. Испанцы или латиноамериканцы любой расы составляли 0,51 % от популяции тауншипа.
Из 137 домохозяйств в 40,1 % воспитывались дети до 18 лет, в 74,5 % проживали супружеские пары, в 3,6 % проживали незамужние женщины и в 17,5 % домохозяйств проживали несемейные люди. 16,1 % домохозяйств состояли из одного человека, при том 6,6 % из — одиноких пожилых людей старше 65 лет. Средний размер домохозяйства — 2,87, а семьи — 3,19 человека.
30,8 % населения — младше 18 лет, 5,9 % — в возрасте от 18 до 24 лет, 26,7 % — от 25 до 44, 25,4 % — от 45 до 64, и 11,2 % — старше 65 лет. Средний возраст — 38 лет. На каждые 100 женщин приходилось 102,6 мужчин.  На каждые 100 женщин старше 18 приходилось 106,1 мужчин.
Средний годовой доход домохозяйства составлял 48 542 доллара, а средний годовой доход семьи —  51 250 долларов. Средний доход мужчин —  28 438  долларов, в то время как у женщин — 22 500. Доход на душу населения составил 18 969 долларов. За чертой бедности находились 2,0 % семей и 2,1 % всего населения тауншипа, из которых 12,5 % старше 65 лет.